# Meccanismo di cooperazione e verifica

In rosso i paesi dell'Unione europea per i quali la Commissione europea ha fatto ricorso al Meccanismo di Cooperazione e Verifica.

Il Meccanismo di Cooperazione e Verifica (MCV; in inglese Cooperation and Verification Mechanism, CVM) è una misura di salvaguardia cui può fare ricorso la Commissione europea quando un nuovo membro dell'Unione europea non riesce ad adempiere agli impegni concordati in fase di negoziazione per l'accesso in materia di libertà, sicurezza e giustizia o di politiche riguardanti il mercato comune europeo. Il MCV rappresenta un sistema di monitoraggio sulle politiche dei nuovi paesi membri, finalizzato a seguire e guidare i nuovi aderenti nel percorso di raggiungimento degli obiettivi definiti nei trattati.
A partire dal 2006 il MCV è stato utilizzato dalla Commissione europea per controllare i progressi di Romania e Bulgaria (entrati a far parte dell'Unione nel 2007) nei campi della riforma del sistema giudiziario, della lotta alla corruzione e al crimine organizzato.
Nel caso della Croazia, entrata nell'Unione nel 2013, la Commissione europea non ha ritenuto necessario richiedere l'adozione del MCV.

## Funzionamento
In fase di negoziati per l'accesso all'UE, i contraenti possono concordare l'istituzione di un periodo di transizione conseguente all'ingresso del nuovo membro, in deroga ad alcuni punti dell'acquis comunitario. Ciò è dovuto a difficoltà riscontrabili sia dai nuovi membri (ad esempio sull'adesione alle leggi ambientali europee) che dai vecchi (ad esempio per la libera circolazione dei lavoratori).
In alcuni casi la deroga non è temporanea, ma permanente, come nel caso degli Opt-out nell'Unione europea. Gli Opt-out, tuttavia, sono proposti dai singoli stati, mentre il Meccanismo di Cooperazione e Verifica viene imposto dalla Commissione europea, che concede ai nuovi membri un periodo di transizione fino all'adeguamento delle loro politiche. Salvo diverse disposizioni, il MCV è permanente e la sua dismissione è condizionata al parere positivo dei rapporti stilati a cadenze regolari dalla Commissione europea. Nel caso di attivazione del MCV, i nuovi stati membri sono obbligati ad adempiere agli impegni pattuiti.

## MCV per Romania e Bulgaria

### Attivazione del Meccanismo di Cooperazione e Verifica
In seguito all'adesione di Romania e Bulgaria all'Unione europea, ratificata dal Trattato di Lussemburgo (2005) ed effettiva dal 1º gennaio 2007, la Commissione europea ricorse al MCV, rilevando l'esistenza di rischi in tema di corruzione per entrambi gli stati. Il 13 dicembre 2006 la Commissione deliberò l'istituzione di un sistema di monitoraggio delle politiche di Romania e Bulgaria su temi specifici, da realizzarsi per mezzo di rapporti semestrali indirizzati alle autorità dei due paesi. La redazione di tali rapporti seguiva l'analisi di dati provenienti dai governi, dai rappresentanti della Commissione europea, delle missioni diplomatiche degli stati membri in Romania e Bulgaria, dalle organizzazioni internazionali, dalle ONG e da consulenti indipendenti. Il meccanismo prevedeva la possibilità di sospendere lo status di membro nel caso in cui gli obiettivi non fossero stati raggiunti, come da paragrafo 7 dei rispettivi documenti di istituzione del MCV.
- Per la Romania la Commissione richiedeva una speciale attenzione sulla riforma del sistema giudiziario e sulla lotta alla corruzione[5]. Nello specifico la Commissione basò le proprie raccomandazioni su quattro punti:
  1. Assicurare un processo giudiziario più trasparente ed efficiente, migliorando la capacità e l'affidabilità del Consiglio superiore della magistratura. Monitorare l'impatto dei nuovi codici di procedura civile e penale.
  2. Istituire un'agenzia pubblica per la verifica delle incompatibilità e dei conflitti d'interesse.
  3. Continuare nelle indagini bipartisan contro la corruzione di alto livello.
  4. Prendere misure preventive contro la corruzione, nello specifico in seno al governo.
- Per la Bulgaria la Commissione richiedeva una speciale attenzione sulla riforma del sistema giudiziario e sulla lotta alla corruzione e al crimine organizzato[6]. Nello specifico la Commissione basò le proprie raccomandazioni su sei punti:
  1. Adottare emendamenti alla costituzione per rimuovere le ambiguità riguardanti l'indipendenza e l'affidabilità del sistema giudiziario.
  2. Assicurare un processo giudiziario più trasparente ed efficiente, adottando un nuovo codice di procedura civile e processuale.
  3. Continuare la riforma della giustizia per migliorare il professionalismo, l'affidabilità e l'efficienza. Valutare l'impatto delle riforme e pubblicare un rapporto ogni anno.
  4. Continuare nelle indagini bipartisan contro la corruzione di alto livello.
  5. Prendere misure preventive contro la corruzione, nello specifico in seno al governo e ai confini del paese.
  6. Introdurre una strategia di lotta al crimine organizzato, concentrandosi sui reati gravi, il riciclaggio e sul sequestro di beni.

Mentre il MCV fu inizialmente istituito per un periodo di tre anni, fu successivamente prolungato fino a data da destinarsi a causa degli insufficienti passi avanti fatti dai due paesi.

### Rapporti sulla Romania

#### 2007-2010
Pur ritenendoli incompleti, i rapporti del periodo 2007-2010 evidenziarono i progressi generali fatti dalla Romania, apprezzando l'attività della Direzione Nazionale Anticorruzione (DNA) e la creazione dell'Agenzia Nazionale per l'Integrità (ANI), istituita per la verifica del rispetto dell'integrità e dell'esistenza di incompatibilità o conflitti d'interesse per gli alti funzionari pubblici. Contestualmente furono rilevati dei passi in avanti nella lotta alla corruzione a livello locale. Il rapporto della commissione del luglio 2010, però, criticò gli emendamenti al regolamento dell'ANI votati dal parlamento il 30 giugno 2010. Tra gli altri punti problematici, la Commissione lamentò il ricorso alla politicizzazione dei casi di corruzione e la debolezza del sistema giudiziario di fronte ai casi di corruzione di alto livello. Il rapporto del 2009 raccomandò al paese di procedere ad una riforma dei codici penale e civile, che avrebbe dovuto seguire un dibattito pubblico e rispettare le analisi risultanti da una valutazione dell'impatto sui funzionari del sistema giudiziario e sull'organizzazione delle procure.

#### 2011
Il rapporto del 2011 ribadì l'opinione positiva sulla DNA e apprezzò le modifiche alla legge sul funzionamento dell'ANI. La Commissione sottolineò che erano necessarie ulteriori misure per evitare l'archiviazione di diverse inchieste per corruzione di alto livello a causa del sopraggiungimento dei termini di prescrizione e chiese al parlamento di agire per il recupero delle somme perse a causa dei reati di corruzione. La commissione indicò l'urgenza di una maggiore attenzione ai casi di riciclaggio e al controllo dei conflitti d'interesse nella gestione dei fondi pubblici.

#### 2012
(José Manuel Barroso)
A cinque anni dall'adesione della Romania all'Unione europea, il rapporto del luglio 2012 fece un bilancio di tale periodo, evidenziando i progressi e affermando che erano state poste le basi per la modernizzazione del sistema giudiziario. Istituzioni come DNA e ANI avevano ottenuto risultati convincenti nei casi di corruzione di alto livello e fu apprezzata l'elaborazione del nuovo codice di procedura civile. Lo stesso rapporto, tuttavia, sottolineò che il paese non aveva fatto sforzi sufficienti per un processo complessivo di riforma della giustizia e metteva in risalto le preoccupazioni della Commissione di fronte alle misure adottate dal governo. La Commissione considerava quali principali problemi del sistema giudiziario della Romania la mancanza di continuità dell'azione legislativa e la carenza di misure per la prevenzione dei reati.
Più dettagliatamente il rapporto si concentrava sulle azioni condotte dal parlamento e dal governo nel contesto dell'impeachment del presidente della repubblica Traian Băsescu, che aveva comportato la modifica della legge sul funzionamento della Corte costituzionale della Romania, la modifica della legge sul referendum, la revoca dell'avvocato del popolo e la destituzione dei presidenti delle due camere del parlamento. Alla fine del rapporto, la Commissione inviò alle autorità 14 raccomandazioni da prendere in considerazione per i mesi successivi.

#### 2013
Il rapporto del gennaio 2013 constatò che la Romania non aveva messo in pratica le raccomandazioni dell'anno precedente sul ripristino dello stato di diritto e l'indipendenza della giustizia, benché il rispetto della costituzione e delle sentenze della Corte costituzionale fossero state osservate. La Commissione si mostrò preoccupata a causa delle influenze sull'indipendenza della giustizia e per l'instabilità con cui si confrontavano le istituzioni giudiziarie. Tali elementi erano accentuati dalle responsabilità della classe politica, che non rappresentava un esempio di rispetto e integrità.

#### 2014
Il rapporto del 2014 riconobbe la validità del lavoro di DNA e ANI, il ruolo di principale garante dell'indipendenza della giustizia mostrato dal Consiglio superiore della magistratura (CSM) e le misure prese dall'Alta corte di cassazione e giustizia (ICCJ) per l'uniformazione della disciplina giuridica. Fu sottolineato, però, che malgrado le numerose condanne per corruzione, la grande percentuale di condanne con sospensione della pena era indicatrice della reticenza dei giudici di assumersi la responsabilità delle conseguenze delle sentenze, nonostante l'accertamento delle colpe degli imputati, elemento che si contrapponeva alle linee guida stabilite dalla stessa ICCJ.

#### 2015
Il rapporto MCV del gennaio 2015 notò progressi continui nella lotta alla corruzione. La Commissione confermò l'apprezzamento per le attività portate avanti da DNA, ANI e ICCJ, ma criticò il fatto che la maggior parte delle condanne per corruzione prevedeva la sospensione della pena.
Il parlamento fu biasimato per il mancato rispetto delle raccomandazioni della Commissione nella realizzazione di precise norme concernenti la sospensione dei ministri nel caso dell'avvio di inchieste penali nei loro confronti. Stesso avviso fu espresso sulla sospensione dei parlamentari in posizioni di incompatibilità o colpiti da sentenze che ne mettevano in dubbio l'integrità, nonché da condanne definitive per reati di corruzione. Il recupero delle somme conseguenti alle decisioni giudiziarie, secondo la Commissione, si fermava al 5-15% del potenziale.
D'altro canto la Commissione apprezzò la cooperazione costruttiva con le autorità rumene nel corso del 2014 e incoraggiò il paese a rafforzare l'indipendenza della giustizia, la riforma del sistema giudiziario, l'integrità e la lotta alla corruzione.

#### 2016
Il rapporto pubblicato nel 2016 valutò positivamente il lavoro del CSM e dell'Ispettorato giudiziario, che continuarono a battersi per l'indipendenza della giustizia. Nonostante le dimissioni del presidente dell'ANI Horia Georgescu, iscritto nel registro degli indagati in un'inchiesta coordinata dalla DNA, la Commissione ritenne soddisfacente l'attività dell'istituzione e trasparente il processo di nomina del nuovo presidente.
La Commissione giudicò negativamente il parlamento, criticò gli attacchi contro la magistratura da parte di diversi politici e i casi di pressione su alcuni giudici della Corte costituzionale.
La Commissione ricordò che il 2016 sarebbe stato un anno cruciale per la giustizia in Romania, poiché sarebbero scaduti i mandati del procuratore generale, del procuratore capo della DNA e del presidente dell'Alta corte di cassazione, ci sarebbero state le elezioni per il CSM, le elezioni locali e parlamentari. La Commissione chiese l'adozione di criteri trasparenti per le nomine delle istituzioni giudiziarie e misure speciali per il rispetto delle norme in materia di integrità in occasione delle elezioni.

#### 2017
A dieci anni dall'adesione all'Unione europea, il rapporto del gennaio 2017, che fece un resoconto su quel periodo, menzionò che la Romania aveva fatto progressi importanti verso il compimento degli obiettivi del MCV. Furono apprezzate le attività di CSM, DNA e ANI, la riforma dell'Ispettorato giudiziario e il ruolo della Corte costituzionale nel processo di consolidamento dell'indipendenza della giustizia.
La Commissione, però, criticò gli attacchi pubblici rivolti dai politici ai magistrati, in special modo contro la DNA. Fra le 12 raccomandazioni inviate dalla Commissione alla Romania per il 2017 vi erano la creazione di un sistema robusto e indipendente di nomina dei procuratori di alto rango, che doveva basarsi su criteri chiari e trasparenti, e la modifica della legge per limitare il ricorso all'immunità dei ministri nel corso del mandato.
Il rapporto del novembre 2017 sottolineò che a causa delle tensioni politiche tra parlamento, governo e magistratura, la cooperazione tra le parti si era rivelata complessa. Il rapporto fece menzione delle Proteste in Romania del 2017, esplose dopo l'adozione di un'ordinanza d'urgenza volta a depenalizzare il reato di abuso d'ufficio e a facilitare il ricorso alla grazia. Parimenti furono criticate anche le proposte di modifica delle leggi sulla giustizia, sulle quali il CSM aveva dato il proprio parere negativo, mentre il presidente della repubblica Klaus Iohannis e la società civile avevano mostrato le loro preoccupazioni, così come la maggior parte dei magistrati.
La Commissione espresse i propri timori e affermò che delle 12 raccomandazioni inviate ad inizio anno una sola era stata osservata, mentre altre tre solo parzialmente. La Commissione, quindi, trasmise 12 nuovi punti.

#### 2018
(Frans Timmermans)
Il rapporto di monitoraggio sulla giustizia pubblicato nel novembre 2018 rilevò diversi passi indietro. La Commissione rimproverò il governo, poiché diverse misure comprese nel pacchetto che modificava le leggi sulla giustizia, entrate in vigore, indebolivano l'indipendenza della giustizia e perché queste erano state adottate nonostante il parere negativo della Commissione di Venezia. La Commissione criticò la concentrazione del potere nelle mani del ministro della giustizia Tudorel Toader, che revocò l'incarico del procuratore capo della DNA Laura Codruța Kövesi e propose un suo sostituto, malgrado il parere negativo del CSM, e avviò le procedure per la destituzione del procuratore generale Augustin Lazăr. L'attività dell'Ispettorato giudiziario fu fonte di preoccupazioni in seno alla Commissione, mentre il CSM non riuscì a difendere l'indipendenza della magistratura, posta sotto pressione politica.
Fu apprezzato il lavoro dell'ANI, che introdusse il sistema PREVENT, con il compito di prevenire i conflitti d'interesse nelle procedure pubbliche di acquisto, mentre altri progressi vennero realizzati nel quadro della strategia nazionale anticorruzione. La Commissione vide favorevolmente anche l'inizio del periodo di operatività dell'Agenzia nazionale per l'amministrazione dei beni sequestrati (ANABI).
Il rapporto lamentò che il parlamento non aveva tenuto conto dei pareri dell'ANI nell'adozione di diverse misure e che aveva ridotto drasticamente il budget a disposizione della stessa agenzia. Fu criticata la pressione esercitata sull'Alta corte di cassazione e sulla DNA e sottolineata la necessità di instaurare un clima favorevole alla libertà d'espressione e alla stampa indipendente e pluralista, per far emergere casi di corruzione.
La stampa lo definì il più duro rapporto mai elaborato dalla Commissione sulla Romania. Il rapporto aggiunse 8 raccomandazioni supplementari alle 12 di quello precedente, da rispettare in modo da giungere alla dismissione del MCV prima del termine del mandato della Commissione Juncker.
Tra le raccomandazioni supplementari, la Commissione enumerò la rinuncia alle modifiche delle leggi sulla giustizia e del codice penale, la sospensione delle procedure di nomina e revoca dei procuratori in funzioni chiave, la ripresa del processo di nomina del procuratore capo della DNA, il rispetto dei pareri del CSM.